# Kurious
Kurious (* 1. Mai; bürgerlich Jorge Alvarez), auch bekannt als Kurious Jorge, ist ein Rapper aus New York.

## Leben
Kurious ist puerto-ricanischer und kubanischer Abstammung und ist im Bezirk Spanish Harlem aufgewachsen. Sein Debüt war 1991 die Teilnahme an Rebel & Johnny Jays Song Powerule vom Album Interscope Records’ Young Stars From Nowhere, Vol. 1. Später war seine Stimme auf Produktionen von Pete Nice und auf dem Album von Daddy Rich zu hören. Dieses Duo half Kurious auch einen Vertrag mit Sony Music auszuhandeln. 1993 veröffentlichte Kurious seinen ersten Hit Walk Like A Duck. 1994 erschien in der Folge das Debütalbum A Constipated Monkey welches Hits wie I’m Kurious und Uptown Sh_t enthielt. Unter den Produzenten befanden sich auch das Duo The Beatnuts.
Es folgte eine Veröffentlichungspause in der Kurious Unterricht für Kinder in der Bronx organisierte. 1999 kehrte er schließlich auf MF DOOMs Album Operation: Doomsday auf dem im Untergrund sehr bekannten Track ? wieder. Momentan ist er bei der Gruppe Monsta Island Czars gemeinsam mit MF Grimm unter dem Pseudonym „Biolante“ musikalisch aktiv.
2007 nahm das Label Amalgam Digital Kurious unter Vertrag und veröffentlichte eine Neuauflage von A Constipated Monkey mit einigen neuen Bonustracks. Das zweite Album II erschien im Juni 2009.

## Diskografie

### Album
- 1994: A Constipated Monkey
- 2009: II

### Singles
- 1992: Walk Like A Duck
- 1993: Uptown Shit
- 1994: I’m Kurious
- 2001: All Great (12")
- 2009: Benneton (Feat. MC Serch & MF DOOM)
- 2009: Back With V.I.C.